# Rémi Pauriol
Rémi Pauriol (Aix-en-Provence, 4 aprile 1982) è un ex ciclista su strada francese.
Professionista dal 2006 al 2013, aveva caratteristiche di scalatore e nel 2011 vinse la classifica scalatori alla Parigi-Nizza e al Tour Méditerranéen.

## Carriera
Dopo essersi dedicato da giovane alla mountain bike, vincendo tra l'altro il campionato francese juniores nel 2000, Pauriol passò su strada nel 2003 firmando con la formazione dilettantistica Vélo Club La Pomme Marseille, con la quale ottenne durante la stagione seguente alcune vittorie. Nel 2005 fu campione francese in linea tra i dilettanti.
Grazie a queste prestazioni passò tra i professionisti nel 2006 con la Crédit Agricole, ottenendo come migliori risultati un secondo posto nella Paris-Corrèze e la partecipazione al Giro d'Italia. Nella stagione 2007 centrò la sua prima vittoria da professionista nella Route Adélie de Vitré, esordì alla Vuelta a España ed arrivò secondo nella classifica della Coppa di Francia dietro Sylvain Chavanel. Nella stagione seguente prese parte al Tour de France e partecipò alla prova in linea dei Giochi olimpici a Pechino terminando trentatreesimo.
Dopo la scomparsa della Crédit Agricole, Pauriol corse nel 2009 e nel 2010 con la Cofidis, vincendo il Grand Prix d'Ouverture La Marseillaise e il Gran Premio di Lugano durante il suo primo anno di permanenza. Nella stagione 2011 si trasferì alla FDJ, con la quale vinse la classifica degli scalatori della Parigi-Nizza e del Tour Méditerranéen; l'anno dopo si impose alle Boucles du Sud Ardèche. Concluse la carriera professionistica al termine del 2013 dopo una stagione con il team Sojasun.

## Palmarès

### Strada
- 2004 (dilettante)

Classifica generale Tour des Pays de Savoie
Classifica generale Cinturó de l'Empordà
1ª tappa Tour des Pyrénées
- 2005 (dilettante)

Campionati francesi, Prova in linea Dilettanti
- 2007

Route Adélie de Vitré
4ª tappa Tour de Wallonie
- 2009

Grand Prix d'Ouverture La Marseillaise
Gran Premio di Lugano
- 2012

Les Boucles du Sud Ardèche

#### Altri successi
- 2006

3ª tappa Tour Méditerranéen (La Garde, cronosquadre)
- 2011

Classifica scalatori Parigi-Nizza
Classifica scalatori Tour Méditerranéen

### Mountain bike
- 2000

Campionati francesi, categoria Juniores

## Piazzamenti

### Grandi Giri
- Giro d'Italia

2006: 122º
- Tour de France

2008: 80º
2009: 43º
2010: 38º
2011: ritirato (7ª tappa)
- Vuelta a España

2007: ritirato (5ª tappa)
2010: 73º
2012: 23º

### Classiche monumento
- Liegi-Bastogne-Liegi

2007: 33º
2008: 74º

### Competizioni mondiali
- Giochi olimpici

Pechino 2008 - In linea: 33º